# Generation Wild
Generation Wild — третий студийный альбом шведской глэм-метал-группы Crashdiet, выпущенный 14 апреля 2010 года.

## Обзор
13 июля 2008 года на официальной Myspace-странице Crashdiet появилась информация о том, что вокалист Оливер Твистед покидает группу в связи с расхождением интересов. Ровно через год, 13 июля 2009 года, группа объявила имя нового вокалиста. Им стал Саймон Круз (наст. имя Саймон Содерстром), недавно покинувший свою группу Jailbait. Саймон Круз был знаком с участниками Crashdiet задолго до этого и получал приглашение на роль вокалиста после смерти Дэйва Лепарда, но тогда отклонил их предложение. Круз принял повторное предложение зимой 2009 года, а первый концерт в новом составе группа дала 8 октября того же года.
Осенью 2009 года на официальном сайте была выложена доступная для бесплатного скачивания новая песня «Caught In Despair». Первым синглом с альбома стала песня «Generation Wild», выпущенная 28 февраля 2010 года. Бисайдами сингла стали песни «One of a Kind» и «Fear Control». На песню был снят видеоклип, в котором девушка жестоко пытает и убивает Саймона Круза. MTV сочло клип непристойным и запретило к показу.
14 апреля 2010 года свет увидел альбом, названный также «Generation Wild», выпущенный на лейбле Gain Records. 23 апреля альбом добрался до третьей строчки в Swedish Album Chart, продержавшись в чарте четыре недели, также альбом занял верхнюю позицию шведского хард-рок чарта.
В апреле 2010 Crashdiet отправились в тур, названный Generation World. 6 августа они отыграли бесплатный концерт в Стокгольме перед десятитысячной толпой, а 7 сентября вернулись в Стокгольм для разогрева Оззи Осборна.
23 октября Crashdiet выступили в Москве, вместе с немецкими метал-группами Black Messiah и Van Canto.

## Список композиций
| №   | Название             | Текст песни                    | Музыка                                        | Длительность |
| --- | -------------------- | ------------------------------ | --------------------------------------------- | ------------ |
| 1.  | «Armageddon»         | Саймон Круз                    | Мартин Свит, Йохан Рамстром, Патрик Магнуссон |              |
| 2.  | «So Alive»           | Свит, Ганн, Круз               | Свит, Ганн                                    |              |
| 3.  | «Generation Wild»    | Crashdïet, Рамстром, Магнуссон | Crashdïet, Рамстром, Магнуссон                |              |
| 4.  | «Rebel»              | Круз                           | Свит, Круз                                    |              |
| 5.  | «Save Her»           | Ганн                           | Свит, Ганн                                    |              |
| 6.  | «Down With the Dust» | Эрик Янг                       | Янг                                           |              |
| 7.  | «Native Nature»      | Круз                           | Свит, Круз, Рамстром, Магнуссон               |              |
| 8.  | «Chemical»           | Свит, Ганн                     | Свит, Ганн                                    |              |
| 9.  | «Bound to Fall»      | Янг, Круз, Питер Лондон        | Янг, Круз, Лондон                             |              |
| 10. | «Beautiful Pain»     | Круз                           | Свит                                          |              |

## Дополнительные песни
1. «Sick Mind» [Японское издание]
2. «One of a Kind» [сингл «Generation Wild»]
3. «Fear Control» [сингл «Generation Wild»]
4. «Caught In Despair» [Доступна для бесплатного скачивания до релиза альбома]

## Синглы
- «Generation Wild»/«One of a Kind»/«Fear Control» (2010)
- «Chemical» (2010)

## В записи участвовали
- Саймон Круз — вокал
- Мартин Свит — гитара
- Питер Лондон — бас-гитара
- Эрик Янг — ударные